# 鴇田周如
鴇田 駿河（ときた するが、天正16年（1588年）？ - 承応3年（1654年）？）　仙台藩士（着座格）。第二代藩主伊達忠宗（1600年-1658年）の側近。初め文蔵。通称は駿河、次右衛門。諱は周如（かねゆき）。鴇田国近の子。

## 家系
・鴇田氏の祖先は清和源氏といい、平安時代中期の鎮守府将軍源満仲（912年-997年）の孫の源頼義（988年-1075年）の弟である源頼季の子源満実（井上三郎太郎家季）が、信濃国高井郡井上荘に赴任し井上氏を称した。
・陸奥守・鎮守府将軍となった源頼義が、前九年の役（1056年-1062年）に出陣すると、頼季・満実父子も従軍したとされる。
・その後、満実の二男・光平が跡目を継いだが、光平は井上荘鴇田郷に生まれたので、これより鴇田と称した。
・光平十一世の孫・従六位下若狭守鴇田淡路実清は、第4代鎌倉公方足利持氏の近臣であったが、永享11年（1439年）3月、永享の乱で信濃村上氏の信州太守村上満信に敗れて陸奥国黒川郡に下った。
・そして黒川氏直（斯波宮内大夫氏直、黒川氏祖）の家臣となり、吉田村と宮床村の両村を領し鴇田館（宮床館・宇和多手城）の城主となった。

## 経歴
・天正18年（1590年）豊臣秀吉の奥州仕置により、仕えていた黒川郡39,000石領主の黒川晴氏（月舟斎）が改易され、鴇田伊豆国種の後継である二男・信濃国近は浪人となった。
・天正19年（1591年）に、伊達政宗が佐沼城の激戦で葛西大崎一揆を制圧し居城を岩出山城に移封されると、国近は政宗に拝謁し先祖伝来の備中青江と号する太刀と馬を献じ、政宗からその忠節ぶりに満足したとして、本領安堵の親書を賜わった。
・慶長9年（1604年）には、鴇田和泉（周如と推測される）宛に50石の知行状が出されている。周如は信濃国近の子である。周如は一時地方に隠れて帰農していたが、19歳のときに仙台藩の重臣で世子忠宗の近臣であった古内主膳と奥山常良の推薦によって、藩に出仕し部屋住みだった忠宗の側近に取り立てられた。政宗は周如に対し「微禄では御用も勤まるまい」と言い、200石に加増したという。
・元和4年（1618年）、伊達政宗の領内巡視の際、周如の気仙沼月館にある在郷屋敷内に御仮屋を建て御官所としている。
・寛永13年（1636年）、忠宗が38歳の藩主として初入国すると、他藩の家老にあたる奉行職として従来の茂庭周防良綱（10,000石）・石母田大膳宗頼（6,500石）・奥山大学常良（3,500石）に加えて古内主膳重広（15,000石）・中島監物意成（3,500石）・津田近江頼康（津田景康の嫡子）の6名が任命され、さらに新たに設けた評定役には、片倉小十郎重綱（16,000石）・津田豊前景康（4,600石）・古内伊賀義重（2,500石）・遠藤式部玄信（1,800石）・鴇田駿河周如の5名が任じられた。周如は新設された評定役の中に入り、主命を受け財政改革に当たった。評定役はのちには裁判を行う評定所の責任者の役職名となるが、この時点では奉行を補佐しつつ奉行とともに藩政全般について評議する役職であった。周如は評定役となると知行石高を1,000石とし、広瀬川西岸にある仙台城二の丸北隣の川内の大身侍屋敷に住まった。忠宗は藩財政窮乏のために改革を急いたが、周如は「一握りの増税で借金はなくなるから心配ない。」としたうえで、時期尚早として時期を探ったという。
・寛永15年（1638年）から翌16年にかけての仙台城二の丸普請では、総奉行の奥山大学常良を和田因幡為頼とともに補佐した。
・寛永17年（1640年）になると、寛永13年12月の火災により若林府庫の租税版籍・検地帳が焼失していたため、周如は「新たな検地が必要。この上は太閤検地並みに。」と奉行衆にはかり、田畑1反を従来の360歩から300歩に改めて測量し直すよう進言、江戸幕府に要請し寛永17年～寛永20年（1640年～1643年）に掛けて仙台藩唯一の総検地となる寛永総検地を「二割出目」で行うとともに、藩法を改め隠田を測量して藩の収入増を図り、周如は藩財政を立ち直らせることに成功した。寛永総検地では、検地総奉行富塚内蔵重綱のもと、周如は和田為頼とともに副奉行を務め、正保元年（1644年）8月に新たな知行状が仙台藩家臣に一斉に与えられた。忠宗の周如への信頼は篤く、その実績を大いに評価し家禄を2,000石として着座格に列した。
・正保3年（1646年）、周如は最終的に3,100石を領したが古主黒川三河が2,000石であったことから、遠慮して1,100石は返上し老齢を理由に隠居して生涯2,000石で過ごした。周如が後継の出入司として指導した真山刑部元輔に問われた際、「凡そ国家の為に財用を充足するは、節倹を務むるにあり。其要は君の嗜欲に従はざるのみ他は其人の才略に由る。吾子其れ能く之を守れ」と答え、家中に評判となっている。忠宗の時代、幕府の軍役・参勤交代・普請役等により藩の借金は十八万両となったが、周如や真山元輔の努力により最後には、備金を残したといわれている。
・承応3年（1654年）、周如が没すると家臣等は藩主忠宗の許可を得て、かつて鴇田氏が居城とした黒川郡宮床村の宇和館跡に、政宗が再建した松島の臨済宗妙心寺派寺院である瑞巌寺ゆかりの、松巌寺を菩提寺として建立した。
・鴇田家は、次代の鴇田淡路重康（通称は次右衛門）も二代忠宗・三代綱宗・四代綱村に大番頭・出入司として32年の永きを勤め活躍し知行地を2,230石に増やしたが、寛文11年（1671年）の伊達騒動で伊達兵部宗勝に近かったとされ、延宝2年（1674年）役目不似合として726石に知行地2/3を削封されている。

## 逸話
- 山内道煥は「揚美録（仙台藩第13世伊達慶邦の命により著した仙台藩文武功臣26人の伝記）」で、鴇田駿河周如について次のように記述している。『鴇田駿河は豪胆非常の人なり。その長する所は国家を経済し、よく時勢を知りよく人情を知り、その事情を察するに皆人の意表に出す。その友とする者悉く凡庸に非ず人を知るもっとも妙なり。今般盛んに流行する洋学の科目に読本、地理、数学、窮理、歴史、経済、心学等あれど経済学はもっとも重し。衣食住の需用とこれを易え、需用の物を饒（ゆたか）にするは経済の道にて容易も有無を通じ豊饒を計るの道にて不可欠なり。これを大にすれば一国政府の出納、小にすれば一家日常の生計、自然の定則に従う者は家を致し背く者は貧を致すの理なり。（中略）鴇田駿河はここに着眼す。』
- 仙台藩末期の財政の能吏と言われた藩出入司の萱場杢（享保2年（1717年） - 文化2年（1805年））は「節翁古談」で、『出入司の基礎を築いたのは鴇田駿河である。』と賞揚している。
- 鴇田淡路実清は、黒川氏直の家臣となり旧領の信濃より諏訪明神を勧請して、宮床村の鶴ケ峯八幡宮に合祀して祀った[要出典]。その後、鴇田伊豆国種が鶴ケ峯八幡宮を再建し宝剣の怒撃丸（いかずちまる、正和4年（1315年）備前景光作）と号する太刀を奉納している[要出典]。周如の代となった元和7年（1621年）2月には、伊達政宗が社参している[要出典]。